# Страх смерти

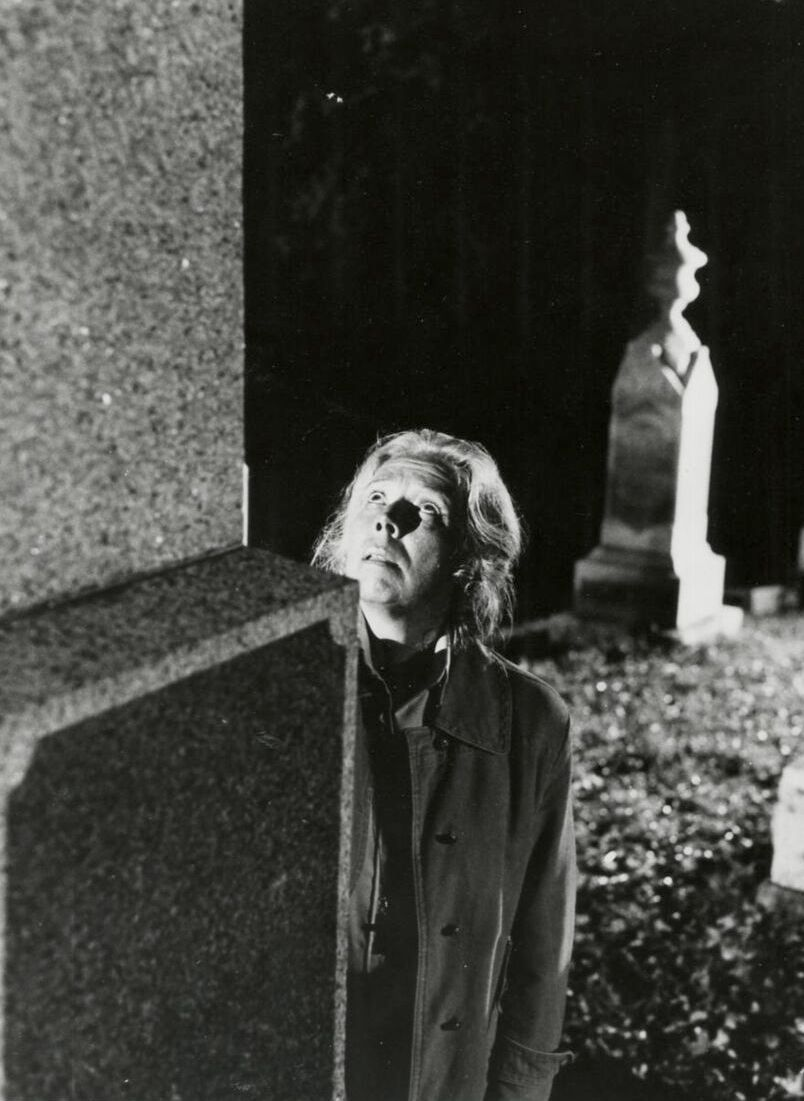
Страх смерти побуждает людей обратиться к религии

Страх сме́рти, танатофо́бия (греч. θάνατος «смерть» + греч. φόβος «страх») — это тревога, вызванная мыслями о смерти, о прекращении существования (себя или своих близких).

## Описание
Страх смерти отличается от некрофобии, которая представляет собой особый страх перед мёртвыми или умирающими людьми и/или связанными с ними вещами (гробы, могилы), являясь тем самым страхом перед мёртвыми или умирающими, а не перед своей смертью.
Кроме того, имеются навязчивые проявления такого чувства, часто вызываемые близким контактом со смертью (например, близких родственников), которые при большой стойкости могут нарушать повседневную деятельность человека, и потому требуют вмешательства психиатра.
Страх смерти у пожилых людей, близких к смерти, может служить причиной нарушения целостности эго, потому что такие люди, ощущая близкую кончину, пытаются найти какое-то (пусть иллюзорное) расширение своего существования. Появление предсмертных галлюцинаций, видений служит для них подтверждением религиозных воззрений веры в загробную жизнь.
Многие считают страх смерти основным побудительным стимулом человеческой деятельности, даже мотивацию самой его жизни. В частности, это относится к религии, философии, науке и литературе (как попытках увековечить своё имя). Хотя в принципе навязчивый страх смерти диагностируется как заболевание, в некоторых случаях заставляет большое количество людей бежать с поля боя, из горящего здания, и т. д. Такое паническое проявление его не способствует выживанию (бойня бегущих, давка на выходе), и потому воспитание людей включает его преодоление. Это относится как к религии (примирение с порядком вещей, установленных Богом, либо загробное существование) и философии (подавление на уровне интеллекта), так и даже средствам массовой информации, умело маскирующим смерть как нечто далеко исключительное (авиакатастрофы, отравления, теракты, эпидемии — в то время как гораздо больше погибает от несчастных случаев, а от старости все остальные).
Таким образом, страх смерти, возникающий вследствие осознания реальности смерти ещё в допубертатном возрасте, загоняется как можно глубже, так что люди сознают реальность её для себя очень незначительную часть жизни. Не все общества устроены (и были устроены) таким образом: в буддизме подготовка к смерти считается самым важным делом человека; в бусидо смерть, угроза которой сопровождает самурая всю его жизнь, перестаёт быть его страхом. Однако в современном обществе потребления страх смерти продолжает подсознательно действовать вплоть до отрицания её существования.